# Timoradza
Timoradza (in ungherese: Timorháza) è un comune della Slovacchia facente parte del distretto di Bánovce nad Bebravou, nella regione di Trenčín.